# Доход

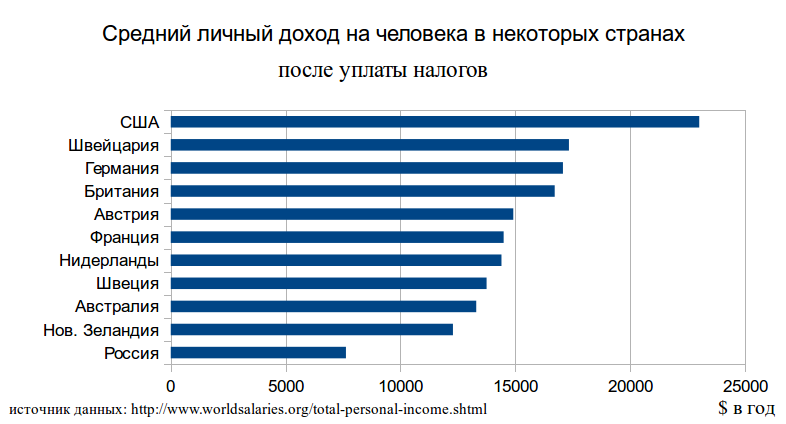
Средний личный доход на человека в некоторых государствах мира.

Дохо́д — денежные средства или материальные ценности, полученные государством, физическим или юридическим лицами в результате какой-либо деятельности за определённый период времени.

## Виды и род доходов
Под доходами понимаются следующие доходы государства, организаций или населения:
- Доходы государства — доходы, получаемые государством за счёт взимания налогов, пошлин, платежей, внешнеторговых операций, иностранных кредитов, иностранной помощи[3] и используемые для осуществления государственных функций[2].
- Доходы организации — увеличение экономических выгод в результате поступления активов (денежных средств, иного имущества) и (или) погашения обязательств, приводящее к увеличению капитала этой организации, за исключением вкладов участников (собственников имущества)[4]. Доходами от обычных видов деятельности организации является выручка от реализации товаров и услуг[4].
- Доходы населения — личные доходы граждан, семей и домохозяйств, получаемые в виде денежных средств. К ним относятся: заработная плата, пенсия, стипендия, пособие, доход от продажи товаров, произведённых в собственном хозяйстве, денежные поступления в виде платы за оказанные услуги, авторские гонорары, доход от продажи личного имущества, сдачи его в аренду[3].

Также имеются законные и незаконные доходы:
- законные доходы — доходы полученные законным путём;
- незаконные доходы — доходы полученные незаконным путём.

## Общее представление о доходе
Доход — это термин, который имеет чрезвычайно широкое применение. Это понятие используется в самых различных значениях. Самый распространённый смысл этого слова заключается в следующем — получение денежных средств, обязательств, материальных и нематериальных ценностей в результате деятельности.
Одним из распространенных определений дохода в экономической науке является следующее:

Доходом в данный период времени является сумма денежных средств, которую может потратить определённое лицо, оставляя без изменения стоимость своего богатства.

Данное определение показывает, что доход является услугой капитала (или богатства). Это подтверждается словами французского экономиста Жака Рюэфа в его книге «Общественный порядок», в которой он называет капиталом любой материальный или нематериальный объект, способный производить услуги, а доходом с капитала в отдельно взятый период — поток услуг, приносимых им в этот период. Рюэф подчёркивает важность разницы между капиталом, который является источником, и доходом, который является потоком.
В условиях рыночной экономики все экономические ресурсы свободно покупаются и продаются и приносят своим владельцам особый доход:
- рента (земля);
- процент (капитал);
- дивиденды (капитал);
- заработная плата труда (управленческие способности);
- прибыль (предпринимательская способность).

В экономике доходом будет считаться то, что остаётся после деятельности лица, которая заключается в определённом труде и затратах на его осуществление. Также можно сказать, что доход — это те средства, которые лицо может потратить и это никак не отразится на его экономическом состоянии.
С точки зрения бухгалтерской науки, доходом будет рост прибыли после определённых действий с активами за конкретное время.
Основное, что нужно понять, спрашивая о вариантах дохода — критерии оценки могут быть разными, а соответственно и классификация будет не одна.

## Классификация доходов
Ввиду широты понятия для его уточнение используется большое количество классификационных признаков.
Линейный доход — характерен для традиционного вида бизнеса, то есть торговли, сферы услуг и остального. Подразумевает периодичность. То есть, если человек работает в компании месяц, он получает з/п единожды, если год — двенадцать раз. Если человек работает на заводе со сдельным видом оплаты труда, то за одну деталь он получает одну сумму, за сто деталей — такую же сумму, умноженную на сто.
Валовый доход — это общий доход от операций реализации товара, процентов, дивидендов и других возможных источников. Обычно применяется к государству в общем.
Личный доход — деньги, которые поступают в распоряжение конкретного лица. К личному можно отнести, помимо собственно заработной платы, любые дивиденды, проценты и так далее. Личный доход позиционируется как важная составляющая при оценке доходов семьи в целом. Этот показатель применяется для формирования поведения фирм на рынке.
Совокупный доход — это общая прибыль от всех возможных источников за определённый отрезок времени. При его вычислении не используется градация источников.
Внереализационный доход — это доход в процессе:
- реализации продукта;
- участия в долевом деле;
- инвестирования;
- операций с валютой;
- штрафов;
- аренды;
- патентных операций;
- кредитования;
- использования бесплатных услуг;
- при переоценке имущества.

Пассивный доход — поступает даже в тех ситуациях, когда для этого не прилагаются никакие усилия со стороны получателя. Например, это может быть прибыль с активов.
Активный доход — в противовес пассивному приобретается путём определённых действий за конкретное время. Это и заработная плата человека, и доходная часть от рабочего процесса по найму, и «шабашка». Обычно бывает за конкретное действие. Одним из плюсов считается возможность получить быстрый доход за конкретную деятельность.
Факторный доход — такой вид дохода получается при использовании факторов или ресурсов производства. Но возникает вопрос о том, что же понимается под факторами производства. Основной — это труд. С помощью труда можно получить доход по зарплате. Поправка — если вы предприниматель, то доход от бизнеса не будет являться вашей з/п, а соответственно, он не будет относиться к факторному доходу. То же самое касается ренты и процентов по депозиту. А вот смешанный доход от сельскохозяйственной деятельности будет попадать в эту классификацию.
Номинальный доход — этим термином называется сумма финансовых средств человека в конкретном периоде времени, которая будет использована для покупки чего-либо по цене, характерной для этого периода. Обычно используется, чтобы описать доход без учёта таких факторов как налоги и изменения в ценах.
Реальный доход — описывается он конкретным набором благ, которые может позволить купить себе человек, исходя из номинального дохода. Описывает покупательскую способность в ценах на конкретный период времени. Ну и соответственно, реальный доход описывает номинальный доход, но при этом учитываются все изменения в тарифах, налогах, ценовой политике.